# Orthosiphon
Orthosiphon Benth. è un genere di piante medicinali, appartenente alla famiglia Lamiaceae, diffuso nel sud-est asiatico e in alcune parti dell'Australia tropicale. Si tratta di un arbusto erbaceo che cresce fino a un'altezza di 1,5 metri. Orthosiphon è una pianta da giardino popolare a causa del suo fiore unico, che è bianco e blu con filamenti simili a baffi di un gatto. In natura, la pianta può essere vista crescere nelle foreste e lungo i bordi delle strade.
Nomi comuni nel Sud-Est asiatico sono Misai Kucing (Malesia), Kumis Kucing e Remujung (Indonesia), e Yaa Nuat Maeo (Tailandia). I nomi scientifici sono Orthosiphon stamineus Benth, Ocimum aristatum Blume e Orthosiphon aristatus Bl.

## Usi medicinali
Orthosiphon è utilizzato come medicinale fitoterapico per i suoi effetti diuretici. È considerato anche anti-allergenico, anti-ipertensivo e anti-infiammatorio, ed è usato abitualmente per prevenire la gotta, il diabete, ipertensione e reumatismi.

## Specie
Le specie note di Orthosiphon sono:
1. Orthosiphon adenocaulis A.J. Paton e Hedge - Madagascar
2. Orthosiphon allenii (C.H. Wright) Codd - dallo Zaire e Tanzania allo Zimbabwe
3. Orthosiphon americanus Harley e A.J. Paton - Colombia
4. Orthosiphon argenteus A.J. Paton e Hedge - Madagascar
5. Orthosiphon aristatus (Blume) Miq. - Cina, India, Sud-Est asiatico, Queensland; anche nelle Figi
6. Orthosiphon biflorus A.J. Paton e Hedge - Madagascar
7. Orthosiphon bullosus Chiov. - Somalia
8. Orthosiphon cladotrichos Gürke - Tanzania
9. Orthosiphon cuanzae (I.M. Johnst.) A.J. Paton - Angola
10. Orthosiphon discolor A.J. Paton e Hedge - Madagascar
11. Orthosiphon ellipticus A.J. Paton e Hedge - Madagascar
12. Orthosiphon exilis A.J. Paton e Hedge - Madagascar
13. Orthosiphon ferrugineus Balf. f. - Socotra
14. Orthosiphon fruticosus Codd - Province settentrionali del Sudafrica
15. Orthosiphon glandulosus C.E.C. Fisch - Assam, Provincia di Ranong della Tailandia meridionale
16. Orthosiphon hanningtonii (Baker) A.J. Paton - Kenya, Tanzania
17. Orthosiphon humbertii Danguy - Madagascar
18. Orthosiphon incurvus Benth. in N. Wallich - Himalaia, dal Nepal alla Birmania
19. Orthosiphon lanatus Doan ex Suddee e A.J. Paton - Vietnam
20. Orthosiphon miserabilis A.J.Paton e Hedge - Madagascar
21. Orthosiphon newtonii Briq. - Angola
22. Orthosiphon nigripunctatus G. Taylor - Angola, Zambia
23. Orthosiphon pallidus Royle ex Benth. - Africa orientale e tropicale, Madagascar, penisola arabica, India, Pakistan
24. Orthosiphon parishii Prain - Birmania, Tailandia
25. Orthosiphon parvifolius Vatke - Etiopia, Tanzania, Kenya, Uganda
26. Orthosiphon pseudoaristatus Suddee - Tailandia
27. Orthosiphon robustus Hook. f. - Assam
28. Orthosiphon rotundifolius Doan ex Suddee & A.J. Paton - Tailandia, Vietnam
29. Orthosiphon ruber A.J. Paton e Hedge - Madagascar
30. Orthosiphon rubicundus (D. Don) Benth. - Cina meridionale, Himalaia, Indocina
31. Orthosiphon rufinervis G. Taylor - Angola, Zambia
32. Orthosiphon sarmentosus A.J.Paton & Hedge - Madagascar
33. Orthosiphon scapiger Benth. - Himalaia
34. Orthosiphon scedastophyllus A.J. Paton - Tanzania, Mozambico
35. Orthosiphon schimperi Benth. - Africa tropicale e meridionale dalla Guinea alla Somalia, a sud del Transvaal
36. Orthosiphon schliebenii A.J. Paton - Tanzania
37. Orthosiphon thymiflorus (Roth) Sleesen - Africa tropicale, Madagascar, Arabia saudita, India, Sri Lanka, Indocina, Giava
38. †Orthosiphon truncatus Doan ex Suddee e A.J. Paton - in Vietnam ma si ritiene estinta
39. Orthosiphon vernalis Codd - Swaziland
40. Orthosiphon violaceus Briq - Angola
41. Orthosiphon wattii Prain - Assam
42. Orthosiphon wulfenioides (Diels) Hand.-Mazz. - Guangxi, Guizhou, Sichuan, Yunnan

Fiore di Orthosiphon thymiflorus nella foresta Talakona, nel distretto di Chittoor di Andhra Pradesh, India
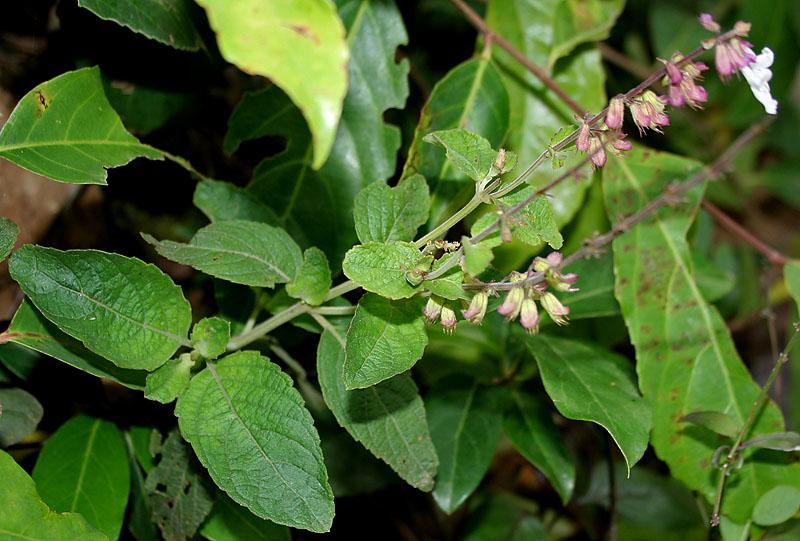
Pianta di Orthosiphon thymiflorusnella foresta Talakona, nel distretto di Chittoor di Andhra Pradesh, India